# 2024년 코로찬스키 일류신 Il-76 추락 사고
2024년 코로찬스키 일류신 Il-76 추락 사고는 2024년 1월 24일 오전 11시 15분경 러시아 공군 일류신 Il-76 군용 수송기가 러시아 벨고로드주 코로찬스키군 지역의 우크라이나 국경 근처에 추락하여 탑승자 모두가 사망한 사고이다. 러시아는 우크라이나 침공 당시 포로로 잡힌 우크라이나 포로 65명과 승무원 6명, 경비병 3명을 태운 비행기가 격추됐으며 전쟁 포로를 교환할 항공기였던 것이라고 밝혔다.